# Ключевая (Вологодская область)
Ключевая — деревня в Нюксенском районе Вологодской области.
Входит в состав Нюксенского сельского поселения, с точки зрения административно-территориального деления — в Березовский сельсовет.
Расстояние до районного центра Нюксеницы по автодороге — 6 км. Ближайшие населённые пункты — Березовая Слободка, Звегливец, Нюксеница.

## История
В 1966 г. указом президиума ВС РСФСР деревня Крысиха переименована в Ключевая.

## Население
| 2010 |
| ---- |
| 0    |